# Смертельный удар
«Смерте́льный удар» (англ. Kill Switch) — американский боевик режиссёра Джеффа Ф. Кинга. Съёмки проходили в Канаде и США. Фильм вышел сразу на видео в США 7 октября 2008 года.

## Сюжет
Джейкоб Кинг (Стивен Сигал) — один из лучших детективов, занимающихся расследованием убийств. В этом деле ему нет равных и он уже стал легендой среди местных жителей. Однажды появляется Лазерус — хитрый и изощрённый убийца, терроризирующий город. Кингу предстоит сразиться с Лазерусом в Мемфисе.

## В ролях
| Актёр            | Роль                  |
| ---------------- | --------------------- |
| Стивен Сигал     | детектив Джейкоб Кинг |
| Майкл Филиппович | Лазерус               |
| Холли Дигнард    | Фрэнки Миллер         |
| Айзек Хейз       | коронер               |
| Крис Томас Кинг  | Сторм                 |

## Рецензии и критика
Фильм получил преимущественно негативные отзывы и низкие оценки кинокритиков. На сайте Rotten Tomatoes его рейтинг составляет 16% из 100, на IMDB.com — 4,0 из 10.